# アラマーイルマン・ヴァサラット
アラマーイルマン・ヴァサラット（Alamaailman Vasarat、「地下世界のハンマー」の意）は、1997年に結成された前衛的なフィンランドの音楽グループである。彼らの音楽はヨーロッパのフォーク、クレズマー、ジャズ、メタルの影響を受けている。バンドの創設者であるスタクラ (Stakula)ことヤルノ・サルクラ (Jarno Sarkula)は、2020年7月12日にポルトガルで亡くなった。

## メンバー
バンド・メンバーの名前は、さまざまなソースから取得されている。
- ヤルノ・"スタクラ"・サルクラ (Jarno Sarkula) - サクソフォーン、クラリネット、木管楽器
- ヤルッコ・ニエメラ (Jarkko Niemelä) - トランペット、アルトホルン
- ミーカ・フットゥネン (Miikka Huttunen) - ハーモニウム、グランドピアノ、キーボード、メロディカ
- トゥーカ・ヘルミネン (Tuukka Helminen) - チェロ
- マルコ・マンニネン (Marko Manninen) - チェロ、テルミン
- サンテリ・サクサラ (Santeri Saksala) - ドラム、パーカッション

## ディスコグラフィ
以下のディスコグラフィの情報は、さまざまなソースから取得されている。
- Vasaraasia (2000年)
- Käärmelautakunta (2003年)
- Kinaporin Kalifaatti (2005年) ※with Tuomari Nurmio
- Palataan Aasiaan (2005年) ※DVD
- 『マーハン』 - Maahan (2007年)
- 『フーロ・コルッコ - 消えた冒険家』 - Huuro Kolkko (2009年)
- Haudasta lomilla (2010年) ※DVD
- 『ソングス・フロム・ヴァザラーシア』 - Songs from Vasaraasia (2011年) ※日本限定編集盤
- 『力業』 - Valta (2012年)

## 来日公演
- 2006年「Real & True Live Series」

2月11日,12日 新宿 Pit Inn
- 2007年「ミュージック from フィンランド」

5月26日 新宿 Pit Inn、27日 江古田 Buddy
- 2009年

10月2日,3日 渋谷 DUO MUSIC EXCHANGE
- 2011年「FINLAND FEST 2011 WORLD MUSIC SHOWCASE」

5月28日,29日 渋谷 O-West
- 2013年

4月6日,7日 アサヒ・アートスクエア（浅草）